# Goran Čaušić
Goran Čaušić (Servisch: Горан Чаушић) (Belgrado, 5 mei 1992) is een Servisch voetballer die doorgaans als middenvelder speelt. In juli 2022 verruilde hij Arsenal Toela voor Buriram United.

## Clubcarrière
Čaušić is een product uit de jeugdopleiding van Rode Ster Belgrado, maar werd door die club slechts verhuurd aan FK Sopot, waar hij twee seizoenen actief was. In januari 2012 werd de middenvelder overgenomen door FK Rad. Hij maakte in de Servische Superliga zijn debuut op 31 maart 2012, tegen FK Partizan. Op 26 december 2012 verkaste de Serviër naar het Turkse Eskişehirspor, waar hij voor vierenhalf jaar tekende. In januari 2014 werd hij voor een half jaar op huurbasis gestald bij Manisaspor.
In de zomer van 2016 verkaste Čaušić naar Osasuna, waar hij voor twee jaar tekende. Van die twee jaar maakte hij er maar eentje vol, want een seizoen later nam Arsenal Toela de middenvelder over. In augustus 2018 maakte Rode Ster Belgrado circa één miljoen euro om Čaušić terug naar Servië te halen. Bij zijn nieuwe club zette hij zijn handtekening onder een verbintenis voor de duur van drie seizoenen. Arsenal Toela haalde Čaušić na één seizoen weer terug naar Rusland. In de zomer van 2022 maakte de Serviër transfervrij de overstap naar Buriram United.

## Erelijst
| Competitie         |                    |                    |                    |                    |
| Competitie         | Aantal             | Jaren              |                    |                    |
| Rode Ster Belgrado | Rode Ster Belgrado | Rode Ster Belgrado | Rode Ster Belgrado | Rode Ster Belgrado |
| ------------------ | ------------------ | ------------------ | ------------------ | ------------------ |
| Superliga          | 1                  | 2018/19            |                    |                    |
| Buriram United     |                    |                    |                    |                    |
| Thai League 1      | 1                  | 2022/23            |                    |                    |